# Volkswagen Karmann-Ghia
O Karmann-Ghia é um automóvel esportivo produzido pela Volkswagen, projetado pela empresa italiana Carrozzeria Ghia, e construído pela empresa alemã Karmann. Foi produzido inicialmente na Alemanha, e mais tarde também no Brasil. Cerca de 445.000 Karmann-Ghias foram produzidos entre 1955 e 1975.

## História
No início dos anos 1950 a Volkswagen produzia apenas o Fusca e a Kombi, típicos carros pós-guerra: resistentes, sóbrios e baratos. O mundo entretanto já se recuperava da Segunda Guerra Mundial, e a demanda por carros mais elegantes e luxuosos aumentava. A Volkswagen acabara de sair do controle britânico (1949), e de certa forma já se aventurara timidamente neste mercado, com a versão conversível do Fusca. Entretanto a gerência da Volkswagen ainda considerava a possibilidade de oferecer um carro que levantasse a imagem da firma, atendendo plenamente a esse mercado.

### O Estúdio Ghia e o Projeto

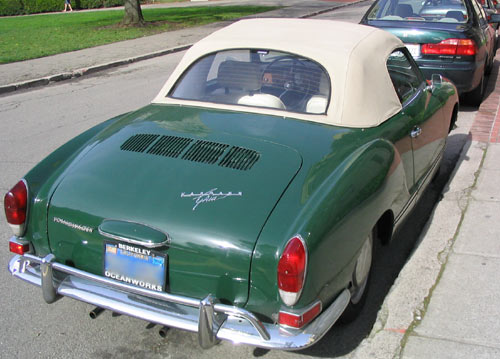

O projeto inicial apresentado pela Karmann não agradou muito aos executivos da VW. Buscando satisfazer um cliente tão importante, a Karmann procurou ajuda no mais renomado estúdio de design do mundo: o Estúdio Ghia. Segundo relatos não oficiais, Luigi Segre, responsável pelo renomado estúdio, teria apresentado a Wilhelm Karmann um desenho não utilizado pela Chrysler, o coupé Chrysler Guia Special. Desenhado por Virgil Exner e Mario Boano, o protótipo figurou no Paris Motor Show de 1952, e teria inspirado o design do coupe VW.
Tendo ou não adaptado um desenho anterior, a Ghia comprou um Fusca do importador francês Charles Laudoch, e sobre seu chassis terminou o protótipo em apenas cinco meses. Daí o carro foi levado de Turim para Neuilly, França, para a garagem de Laudoch. Lá Wilhelm Karmann pode ver pela primeira vez o design, o que o deixou muito entusiasmado. O carro foi levado para Osnabrück, onde foi apresentado em 16 de novembro a Heinrich Nordhoff, então presidente da Volks. Apesar de sua preocupação com o possível preço do carro, a persuasão de Wilhelm Karmann e a necessidade de atender as demandas de mercado garantiram o sinal verde para o projeto.
Segundo o acordo fechado entre as empresas, o carro seria vendido pela Volkswagen mas produzido pela Karmann sobre a plataforma do Fusca/Carocha (alargada em 30 cm, e no total o carro seria 12 cm mais longo). Após testes suplementares e refinamentos no projeto, o ferramental foi encomendado, e em julho de 1955 o coupe Volkswagen foi apresentado a imprensa. Entretanto o carro ainda não tinha nome, apenas o código "Typ 14". Após considerar alguns nomes italianos para o carro, o nome Karmann-Ghia foi escolhido, refletindo o exotismo do carro e a participação das várias empresas em seu projeto.
Em agosto de 1955 o primeiro Karmann-Ghia saiu da linha de montagem de Osnabrück, Alemanha. A reação do público ao curvilíneo carro foi excelente, e mais de 10.000 carros foram vendidos só no primeiro ano, surpreendendo até a própria Volkswagen.

## Produção
A carroceria era feita à mão, num processo consideravelmente mais caro do que a linha de montagem utilizada pelo Fusca/Carocha. Isto se refletiu no preço do carro, quase 1000 dólares mais caro. Ao invés de paralamas aparafusados como o do Fusca/Carocha, os painéis da carroceria eram feitos à mão, com uma liga especial e soldagem em linha. Na época apenas os carros mais luxuosos eram construídos assim, refletindo desejo da Volkswagen em alavancar sua imagem com o carro.
Devido aos compromissos com o design, o espaço interno não era dos melhores, com pouco espaço para as pernas na frente, e pouca altura entre o banco de trás e o teto. Entretanto o interior era mais refinado que o do Fusca/Carocha, com um painel protuberante, volante branco com dois raios e relógio. Havia um pequeno bagageiro atrás do banco traseiro, complementando o diminuto compartimento dianteiro.
Por utilizar a mesma plataforma do Fusca/Carocha, o Karmann-Ghia herdou dele todas as configurações mecânicas, como suspensão, caixa de velocidade e freios a tambor. Utilizando o mesmo motor do Fusca/Carocha, o Karmann-Ghia não oferecia um desempenho exatamente esportivo. Mesmo acompanhando a evolução dos motores do Fusca ao longo de sua produção (1500cc e 1600cc), o carro contava mais com o estilo e a confiabilidade da mecânica Volkswagen para garantir suas vendas.
Em agosto de 1957 uma versão conversível foi apresentada, resolvendo o problema do banco traseiro (ao menos com a capota abaixada) e aumentando ainda mais o apelo do carro.
Em 1961 as grades frontais foram alargadas, e os faróis foram deslocados para cima. As lanternas foram arredondadas e alongadas. O designer italiano Sergio Sartorelli, projetista do futuro Typ 34, participaria de muitas reestilizações do modelo durante sua produção.
Em 1966 o motor 1300cc passou a equipar o modelo, elevando a potência final para 40 cv DIN e 128 km/h de máxima. Entretanto já em 1967 o motor 1500 foi disponibilizado, com 44 cv DIN e 138 km/h de velocidade máxima.
Em 1970 lanternas maiores integraram as luzes de ré, e grandes setas dianteiras envolventes substituíram as luzes afiladas dos modelos anteriores. Em 1971 viria o motor 1600 cc, com 50 cv DIN e velocidade máxima de 142 km/h. Luzes de seta maiores aumentariam a visibilidade lateral em 1972, e em 1973 parachoques maiores foram adicionados ao modelo, assim como a opção de um bagageiro em lugar do pequeno banco traseiro.
Em 1974 o carro seria substituído na Europa e Estados Unidos pelo Volkswagen Scirocco, também em parceria com a Karmann, mas desta vez desenhado por Giugaro.

## No Brasil

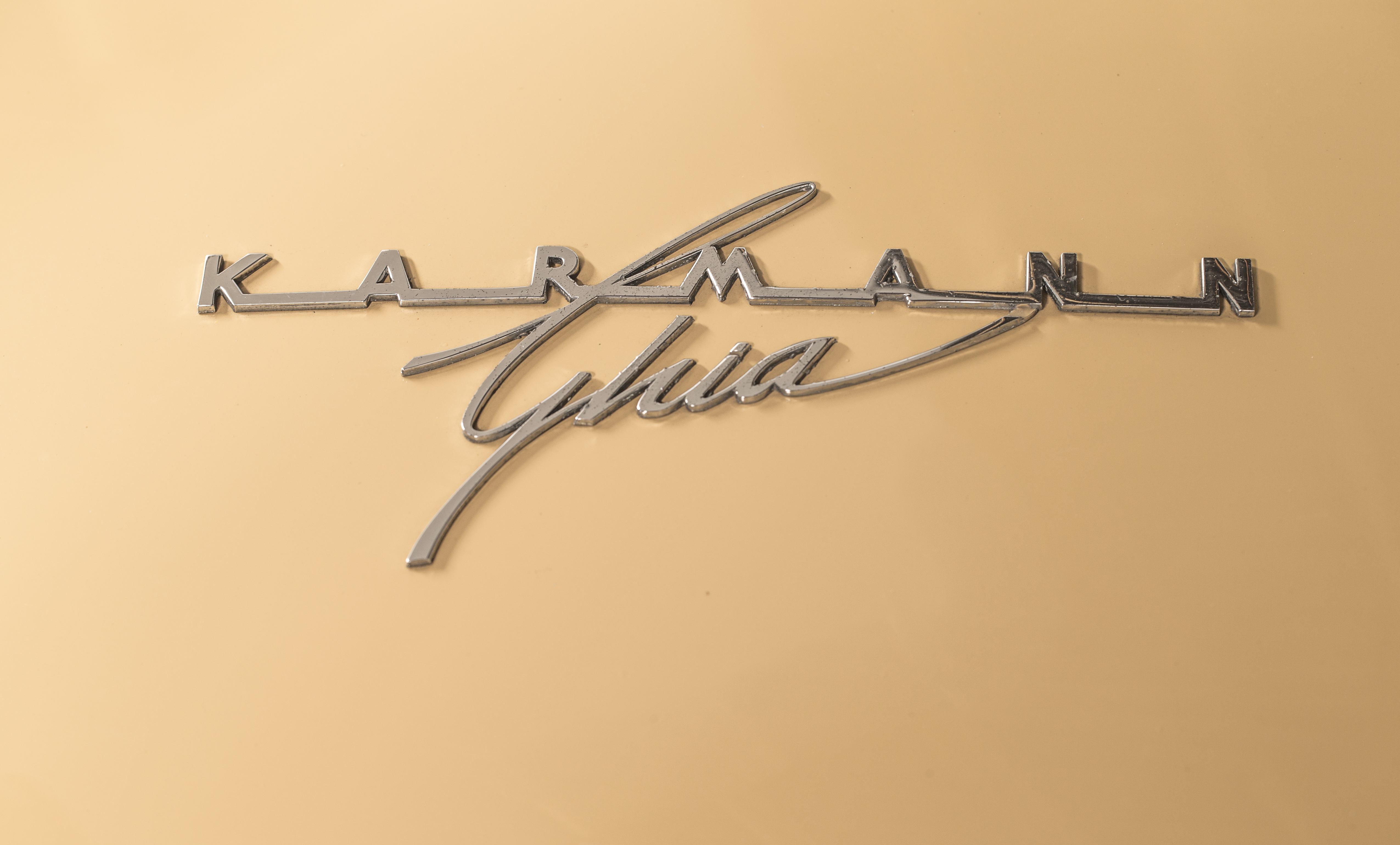
A famosa logo do carro

Os planos de crescimento da empresa no Brasil fizeram com que a VW resolvesse produzi-lo localmente. Em 1960 a Karmann abriu uma fábrica em São Bernardo do Campo, São Paulo, e em 1962 o primeiro Karmann-Ghia brasileiro saiu da linha de montagem, muito semelhante ao modelo vendido no mercado europeu.
Em 1967 a motorização inicial de 1200cc e 36 hp SAE foi substituída pelo motor 1500cc, de 52 hp SAE, conferindo um pouco mais de "esportividade" ao modelo e levando-o, segundo a fábrica, aos 138 km/h de velocidade máxima. Assim o desempenho ficava um pouco mais condizente com o aspecto, pelo menos para os padrões da época.
Além disso, o sistema elétrico passou de 6V para 12V, e o desenho das lanternas traseiras foi modificado.
No final de 1967 foi lançado o Karmann-Ghia conversível, que atualmente é um dos modelos brasileiros mais raros e valorizados. Foram produzidas apenas 177 unidades.
Em meados de 1969 ocorreu o aumento da bitola traseira e do corte dos paralamas traseiros, o que deixou a roda traseira mais visível.
Em 1970 o Karmann-Ghia ganhou o novo motor 1600cc de 60 hp SAE- que tinha um torque maior. Agora eram 10,8 kgfm a 2800 rpm, contra 10,2 kgfm a 2600 rpm do antigo 1500, que respondiam por mais força em arrancadas e retomadas. O sistema de freios foi substituído por freios a discos na dianteira e o modelo dos parachoques passou a ser uma única lâmina com dois batentes com protetores de borracha. Também nesse ano foi lançada a versão TC, com inspiração nos modelos Porsche. Esta reformulação na linha do Karmann-Ghia não foi suficiente para dar sobrevida aos modelos. Em 1971 a Volkswagen do Brasil decidiu começar os preparativos para tirar de linha o modelo tradicional e em 1972 foi a vez da versão TC ter a produção iniciada. O modelo europeu ainda seria fabricado até 1974, totalizando 24600 unidades cupê e 177 conversíveis enquanto o TC permaneceu até 1975, com um total de pouco mais de 18000 unidades produzidas.
A unidade fabril da Karmann Guia em São Bernardo do Campo (SP) continuou fornecendo estamparia para a indústria automobilística brasileira até meados de 2020, quando foi definiticamente fechada. Recentemente, ainda sob comando do grupo nacional ILP Industrial, apresentou um projeto de fabricação de uma versão reestilizada do tradicional cupê esportivo dos anos 1960.

## Karmann-Ghia 1500 (Typ 34)

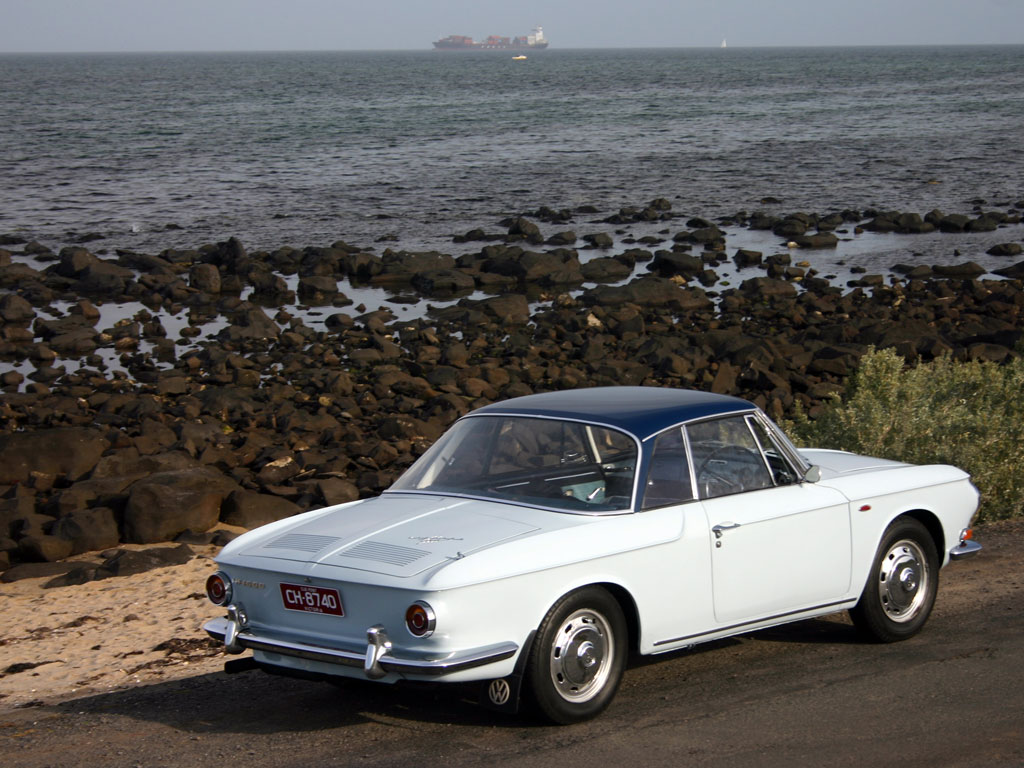
1966 VW Typ 34 em Melbourne, Australia

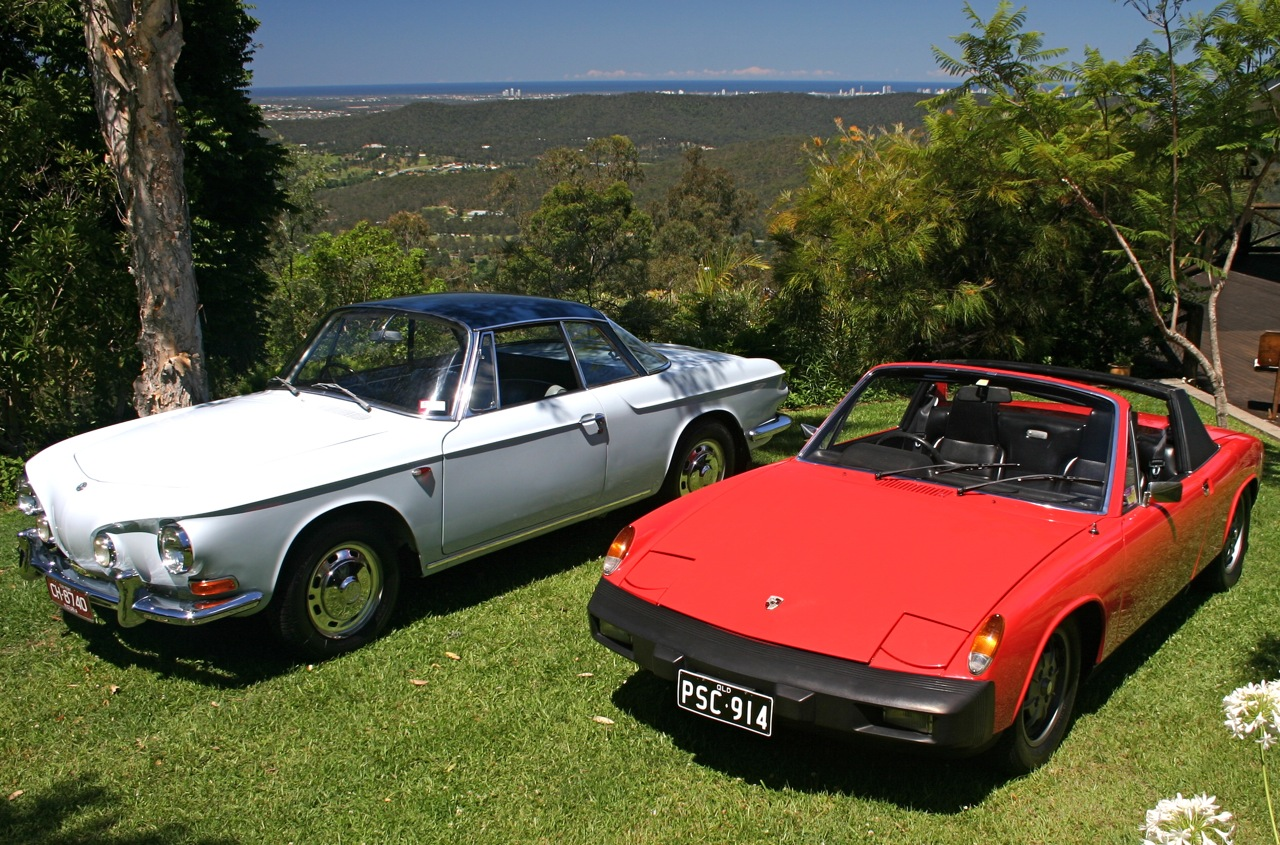
VW Typ 34 e seu sucessor, o VW-Porsche 914

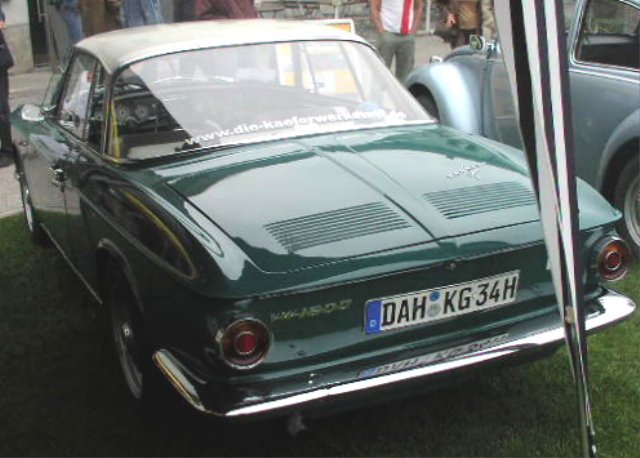
Typ 34 1600

Em 1961 a Volkswagen apresentou o Typ 34, baseado em sua nova plataforma Typ 3. Foi o primeiro da marca a ser equipado com o novo motor 1500cc. Era mais rápido, luxuoso e caro Volkswagen da época. O designer era o jovem engenheiro italiano Sergio Sartorelli. Ficou conhecido como Razor's Edge Ghia (Ghia fio de navalha) no Reino Unido, Der Große Karmann (o Karmann grande) na Alemanha e European Ghia (Ghia Europeu) nos Estados Unidos.
O estilo era mais quadrado do que o Karmann-Ghia original, oferecendo mais espaço interno e de carga.
Até ser substituído pelo VW-Porsche 914, era o mais caro e luxuoso carro de passeio da VW. Na década de 1960 podia-se comprar dois Fuscas pelo preço de um Typ 34 em muitos países. Seu relativo alto preço significou uma demanda baixa, e apenas 42.505 (mas 17 protótipos conversíveis) foram construídos em todo período em linha do modelo, entre 1961 e 1969 (cerca de 5.000 por ano). Hoje o Typ 34 é considerado um item de colecionador semi-raro.
Embora o Typ 34 tenha sido vendido em muitos países, nunca foi oficialmente comercializado nos Estados Unidos – o principal mercado de exportação da VW – outra razão para seu baixo número de vendas. Muitos ainda assim chegaram aos Estados Unidos, principalmente via Canada, e os Estados Unidos possuem o maior número de Typ 34 restantes no mundo (400 do total de cerca de 1.500 ou 2.000 sobreviventes).
Assim como seu irmão Typ 14, o Typ 34 foi desenhado no estúdio italiano Ghia. Apesar de algumas similaridades pontuais no desenho, o Karmann-Ghia original é muito diferente do Typ 34. O chassis é também diferente: o Karmann antigo tinha o chassis do Fusca, enquanto o Typ 34 era montado com o chassis e motor do Typ 3 europeu (semelhantes à linha 1600/TL/Variant brasileira). Com isso o motor horizontal desses carros proporcionava um porta-malas traseiro.
Embora mecanicamente semelhante ao Typ 3, toda a carroceria, interior, vidros, para choques e a maior parte das lentes eram exclusivas ao Typ 34.  Restaurar um Typ 34 depenado ou muito danificado é quase impossível portanto, considerando o reduzido número de carros ainda existentes (incluindo sucatas recuperadas).
A fábrica Wilhelm Karmann que produzia o Typ 34 também viria a produzir o Porsche 914 — o substituto do Typ 34.

## Karmann-Ghia TC

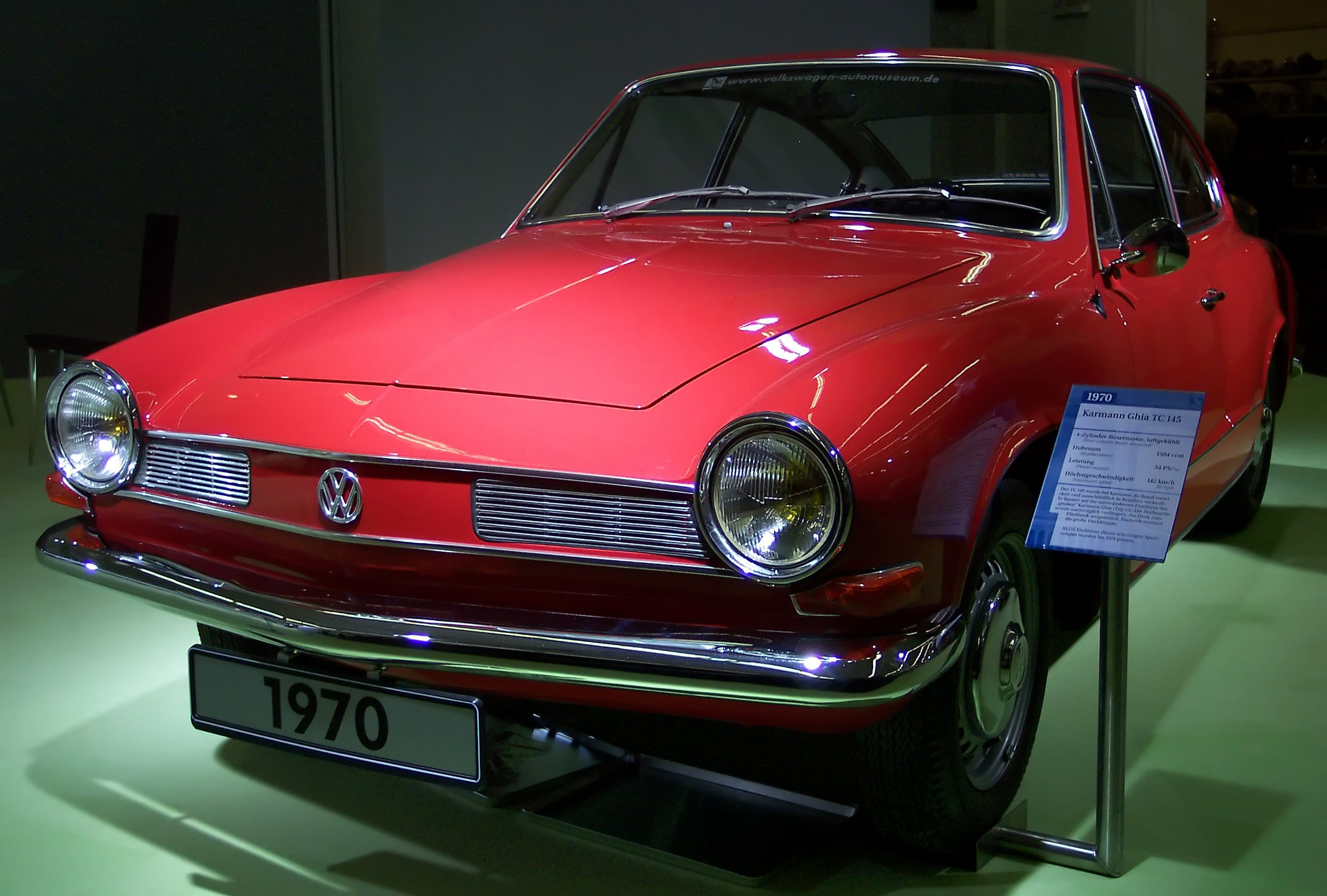
Protótipo do Karmann-Ghia TC

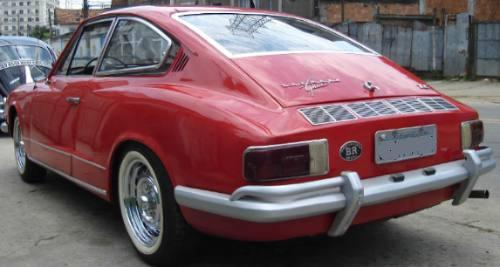
Karmann-Ghia TC

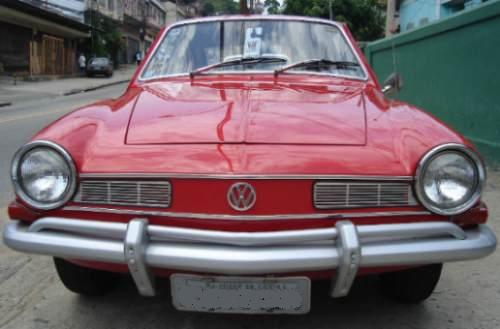
Karmann-Ghia TC

Mesmo que seu design ainda agradasse na época, e praticamente sem concorrentes nacionais, o peso dos anos foi o responsável pelo fim do modelo clássico. A introdução do Typ 34 na Europa trouxe algumas lições para a Volkswagen. O estilo e tamanho do carro foram vistos como fonte dos problemas. Desta forma, ao invés de simplesmente introduzir esse modelo no Brasil, a VW planejava desenvolver um novo modelo. Assim a fábrica preparou um novo modelo para apresentar no Salão do Automóvel de 1970, o Karmann-Ghia TC (Touring Coupê). Apesar de manter vários vínculos estéticos com o seu antecessor, o TC era basicamente um novo carro, destinado a outro nicho do mercado (mais caro). Ao invés da plataforma do sedan, o TC baseava-se na plataforma do TL (seguindo um exemplo do Typ 34). A sua traseira fastback e detalhes dos faróis e pará-lamas o faziam assemelhar-se muito ao Porsche 911 (principalmente o protótipo 695).
Desenvolvido sob o código Typ 145, novamente participaram a Karmann e o estúdio Ghia. Diferente do anterior, entretanto, a Ghia procurou Giorgetto Giugiaro para dar o estilo ao carro. Medindo 4200 mm de comprimento, 1620 mm de largura, 1310 mm de altura e 2400 mm entre eixos, o carro pesava 920 kg.
A carroceria contava com as mesmas grades dianteiras falsas do modelo anterior, embora ainda maiores. Sua tampa traseira englobava o vidro, tornando-o um hatchback de dois volumes e meio. Esta configuração (assim como no caso da Variant e do Brasília) deixava o motor dentro do compartimento de passageiros. Isso causava problemas de excesso de ruídos, minimizados com a aplicação de isolamento acústico na tampa do motor.
A adoção de freios a disco nas rodas dianteiras e um baixo centro de gravidade contribuíam para o apelo esportivo que a montadora queria do modelo. Mesmo o motor sendo um 1600, como nos últimos Karmann-Ghias, no TC vinha com o mesmo acerto da motorização que equipou o "Super-Fuscão": quatro cilindros contrapostos, quatro tempos, traseiro, diâmetro e curso do cilindro de 85,5 x 69 mm; 1584 cc, taxa de compressão de 7,2:1; potência máxima de 65 HP SAE a 4600 rpm; torque máximo de 12 mkg SAE a 3000 rpm; sistema de alimentação com dois carburadores de corpo simples, de aspiração descendente. Como resultado a Volkswagen anunciava que seu novo esportivo era capaz de atingir 145 km/h.
O TC era uma proposta inovadora no inexplorado mercado de esportivos brasileiros. Entretanto, a qualidade de sua construção não era tão boa quanto o modelo anterior: logo após seu lançamento, os consumidores começaram a reparar na facilidade de corrosão do carro (principalmente em torno da grade dianteira). A vedação das borrachas nas portas também era alvo de reclamações, uma vez que tal problema multiplicava os focos de corrosão, isto causou o quase desaparecimento dos veículos em circulação, hoje após 40 anos o karmann ghia TC em estado original de conservação é alvo de coleções de alto nível pelo mundo afora.

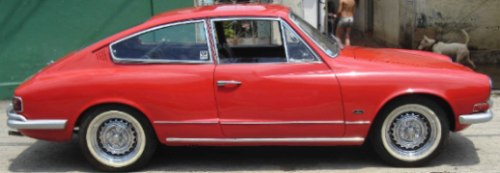
Karmann-Ghia TC

Além disso, havia a questão do seu planejamento de mercado: na sua faixa de preço, três outras opções de mercado contribuíram para uma vida curta. A primeira era o Puma GTE, que teve justamente nos anos em que o TC foi fabricado, sua época mais forte no mercado brasileiro. Apesar de ser um pouco mais caro, era visto como um carro muito mais esportivo, até mesmo por ser bem mais leve. A segunda era o Corcel GT, da Ford, que estava na mesma faixa de preço, mas era tecnologicamente bem mais avançado. A terceira opção de concorrência veio da própria Volkswagen, em 1972, com o SP1 e SP2, que era um modelo esportivo bem mais "autêntico" e atraente na época. Assim, com vendas bastante baixas durante sua vida (cerca de 18 mil unidades), em 1975 o TC deixou a linha como o último Karmann-Ghia a ser fabricado.

## No cinema
O Karmann-Ghia foi utilizado em alguns filmes como Death Race 2000,  Pretty in Pink, Kill Bill, 007 contra Octopussy e Zodiac.